# Lu Laysreng
Lu Laysreng  (sinh năm 1938) là Phó Thủ tướng kiêm Bộ trưởng Bộ Phát triển Nông thôn Campuchia. Ông là chính khách của đảng FUNCINPEC và được bầu làm Đại biểu Quốc hội tỉnh Kampong Speu năm 2003.
Lu sinh trưởng ở thủ đô Phnôm Pênh, Campuchia trong một gia đình người Hoa nhập cư từ Yết Dương tỉnh Quảng Đông nhưng tạm lưu lại Sán Đầu từ sáu đến mười lăm tuổi để học cho xong chương trình tiểu học và trung học trước khi quay trở về Campuchia. Lu theo đuổi việc học đại học tại Đại học Bang California, Long Beach, đồng thời nhập quốc tịch Mỹ rồi quyết định về nước tham gia chính trường. Sau cuộc bầu cử năm 2003, ông được Thủ tướng Hun Sen bổ nhiệm làm Bộ trưởng Bộ Thông tin Campuchia, và là một trong những nhân vật quan trọng góp phần thúc đẩy mối quan hệ chặt chẽ hơn giữa Campuchia với Trung Quốc.
Trong một cuộc phỏng vấn, Lu từng nhắc đến cái tên tiếng Trung của ông ghi theo âm Hán tự có nghĩa là "杨来盛" (Dương Lai Thịnh), nhưng người quen hay gọi là "呂来盛" (Lã Lai Thịnh), phiên âm theo tiếng Khmer là "Lu Lay Sreng". Lu thông thạo tiếng Khmer, tiếng Triều Châu và tiếng Anh.